# Lista över fornlämningar i Motala kommun
Lista över fornlämningar i Motala kommun är en förteckning av ett urval av de fornlämningar som finns i Motala kommun.

## Ask
| Namn            | Lämningstyp                 | Tillkomsttid | Historisk indelning | Plats | Läge                 | ID-nr          | Bild                                 |
| --------------- | --------------------------- | ------------ | ------------------- | ----- | -------------------- | -------------- | ------------------------------------ |
| Ask 3:1         | Stensättning                |              | Ask, Östergötland   |       | 58.528054, 15.134389 | 10040100030001 | Ladda upp en bild av detta fornminne |
| Ask 4:1         | Stenkrets                   |              | Ask, Östergötland   |       | 58.528190, 15.132476 | 10040100040001 | Ladda upp en bild av detta fornminne |
| Ask 4:2         | Stensättning                |              | Ask, Östergötland   |       | 58.527926, 15.132473 | 10040100040002 | Ladda upp en bild av detta fornminne |
| Ask 4:4         | Stensättning                |              | Ask, Östergötland   |       | 58.527922, 15.132778 | 10040100040004 | Ladda upp en bild av detta fornminne |
| Ask 5:1         | Gravfält                    |              | Ask, Östergötland   |       | 58.528635, 15.133192 | 10040100050001 | Ladda upp en bild av detta fornminne |
| Ask 6:1         | Stenkrets                   |              | Ask, Östergötland   |       | 58.517441, 15.135369 | 10040100060001 | Ladda upp en bild av detta fornminne |
| Ask 7:1         | Grav markerad av sten/block |              | Ask, Östergötland   |       | 58.517901, 15.135068 | 10040100070001 | Ladda upp en bild av detta fornminne |
| Ask 8:1         | Stensättning                |              | Ask, Östergötland   |       | 58.510216, 15.130634 | 10040100080001 | Ladda upp en bild av detta fornminne |
| Ask 8:2         | Stensättning                |              | Ask, Östergötland   |       | 58.510344, 15.130888 | 10040100080002 | Ladda upp en bild av detta fornminne |
| Ask 9:1         | Stensättning                |              | Ask, Östergötland   |       | 58.513084, 15.131445 | 10040100090001 | Ladda upp en bild av detta fornminne |
| Ask 11:1        | Gravfält                    |              | Ask, Östergötland   |       | 58.505531, 15.136660 | 10040100110001 | Ladda upp en bild av detta fornminne |
| Ask 12:1        | Stensättning                |              | Ask, Östergötland   |       | 58.504839, 15.136461 | 10040100120001 | Ladda upp en bild av detta fornminne |
| Ask 12:2        | Stensättning                |              | Ask, Östergötland   |       | 58.504917, 15.136654 | 10040100120002 | Ladda upp en bild av detta fornminne |
| Ask 13:1        | Stensättning                |              | Ask, Östergötland   |       | 58.502735, 15.137685 | 10040100130001 | Ladda upp en bild av detta fornminne |
| Ask 14:1        | Stensättning                |              | Ask, Östergötland   |       | 58.503105, 15.139455 | 10040100140001 | Ladda upp en bild av detta fornminne |
| Ask 15:1        | Stensättning                |              | Ask, Östergötland   |       | 58.503613, 15.138138 | 10040100150001 | Ladda upp en bild av detta fornminne |
| Ask 16:1        | Gravfält                    |              | Ask, Östergötland   |       | 58.503602, 15.142551 | 10040100160001 | Ladda upp en bild av detta fornminne |
| Ask 17:1        | Stensättning                |              | Ask, Östergötland   |       | 58.494620, 15.146516 | 10040100170001 | Ladda upp en bild av detta fornminne |
| Ask 17:2        | Stensättning                |              | Ask, Östergötland   |       | 58.494517, 15.146433 | 10040100170002 | Ladda upp en bild av detta fornminne |
| Ask 18:1        | Stensättning                |              | Ask, Östergötland   |       | 58.494076, 15.146349 | 10040100180001 | Ladda upp en bild av detta fornminne |
| Ask 18:2        | Stensättning                |              | Ask, Östergötland   |       | 58.493987, 15.146372 | 10040100180002 | Ladda upp en bild av detta fornminne |
| Ask 18:3        | Stensättning                |              | Ask, Östergötland   |       | 58.493890, 15.146391 | 10040100180003 | Ladda upp en bild av detta fornminne |
| Ask 18:4        | Stensättning                |              | Ask, Östergötland   |       | 58.494011, 15.146227 | 10040100180004 | Ladda upp en bild av detta fornminne |
| Ask 19:1        | Stensättning                |              | Ask, Östergötland   |       | 58.500044, 15.126827 | 10040100190001 | Ladda upp en bild av detta fornminne |
| Ask 19:3        | Stensättning                |              | Ask, Östergötland   |       | 58.499799, 15.126515 | 10040100190003 | Ladda upp en bild av detta fornminne |
| Ask 20:1        | Stensättning                |              | Ask, Östergötland   |       | 58.535710, 15.141639 | 10040100200001 | Ladda upp en bild av detta fornminne |
| Ask 20:2        | Stensättning                |              | Ask, Östergötland   |       | 58.535595, 15.141632 | 10040100200002 | Ladda upp en bild av detta fornminne |
| Ask 20:3        | Hög                         |              | Ask, Östergötland   |       | 58.535889, 15.141740 | 10040100200003 | Ladda upp en bild av detta fornminne |
| Ask 25:1        | Stensättning                |              | Ask, Östergötland   |       | 58.510772, 15.130808 | 10040100250001 | Ladda upp en bild av detta fornminne |
| Ask 25:2        | Stensättning                |              | Ask, Östergötland   |       | 58.511039, 15.130873 | 10040100250002 | Ladda upp en bild av detta fornminne |
| Ask 25:3        | Stensättning                |              | Ask, Östergötland   |       | 58.511154, 15.130935 | 10040100250003 | Ladda upp en bild av detta fornminne |
| Ask 26:1        | Stensättning                |              | Ask, Östergötland   |       | 58.511561, 15.131157 | 10040100260001 | Ladda upp en bild av detta fornminne |
| Ask 28:1        | Gravfält                    |              | Ask, Östergötland   |       | 58.530308, 15.142220 | 10040100280001 | Ladda upp en bild av detta fornminne |
| Ask 30:1        | Gravfält                    |              | Ask, Östergötland   |       | 58.503760, 15.135362 | 10040100300001 | Ladda upp en bild av detta fornminne |
| Ekebyborna 42:1 | Gravfält                    |              | Ask, Östergötland   |       | 58.531979, 15.143204 | 10041500420001 | Ladda upp en bild av detta fornminne |

## Brunneby
| Namn                           | Lämningstyp      | Tillkomsttid | Historisk indelning    | Plats | Läge                 | ID-nr          | Bild                                      |
| ------------------------------ | ---------------- | ------------ | ---------------------- | ----- | -------------------- | -------------- | ----------------------------------------- |
| Vargklevsberget (Brunneby 5:1) | Fornborg         |              | Brunneby, Östergötland |       | 58.600779, 15.361162 | 10041000050001 | Ladda upp en till bild av detta fornminne |
| Juteberget (Brunneby 6:1)      | Fornborg         |              | Brunneby, Östergötland |       | 58.562859, 15.304672 | 10041000060001 | Ladda upp en bild av detta fornminne      |
| Brunneby 8:1                   | Stensättning     |              | Brunneby, Östergötland |       | 58.560587, 15.347003 | 10041000080001 | Ladda upp en bild av detta fornminne      |
| Brunneby 8:2                   | Stensättning     |              | Brunneby, Östergötland |       | 58.560443, 15.346821 | 10041000080002 | Ladda upp en bild av detta fornminne      |
| Brunneby 8:3                   | Stensättning     |              | Brunneby, Östergötland |       | 58.560361, 15.346713 | 10041000080003 | Ladda upp en bild av detta fornminne      |
| Brunneby 31:1                  | Hög              |              | Brunneby, Östergötland |       | 58.547901, 15.314990 | 10041000310001 | Ladda upp en bild av detta fornminne      |
| Brunneby 125:1                 | Begravningsplats |              | Brunneby, Östergötland |       | 58.540497, 15.326276 | 10041001250001 | Ladda upp en bild av detta fornminne      |
| Klockrike 84:1                 | Stensättning     |              | Brunneby, Östergötland |       | 58.526845, 15.348676 | 10044600840001 | Ladda upp en bild av detta fornminne      |

## Ekebyborna
| Namn                             | Lämningstyp                 | Tillkomsttid | Historisk indelning      | Plats | Läge                 | ID-nr          | Bild                                      |
| -------------------------------- | --------------------------- | ------------ | ------------------------ | ----- | -------------------- | -------------- | ----------------------------------------- |
| Galgbacken (Ekebyborna 2:1)      | Hög                         |              | Ekebyborna, Östergötland |       | 58.522903, 15.219137 | 10041500020001 | Ladda upp en bild av detta fornminne      |
| Ekebyborna 4:1                   | Stensättning                |              | Ekebyborna, Östergötland |       | 58.524144, 15.222093 | 10041500040001 | Ladda upp en bild av detta fornminne      |
| Ekebyborna 5:1                   | Stensättning                |              | Ekebyborna, Östergötland |       | 58.525139, 15.223028 | 10041500050001 | Ladda upp en bild av detta fornminne      |
| Ekebyborna 7:1                   | Gravfält                    |              | Ekebyborna, Östergötland |       | 58.526228, 15.208215 | 10041500070001 | Ladda upp en bild av detta fornminne      |
| Domargärdet (Ekebyborna 8:1)     | Gravfält                    |              | Ekebyborna, Östergötland |       | 58.535847, 15.216459 | 10041500080001 | Ladda upp en bild av detta fornminne      |
| Ekebyborna 15:1                  | Gravfält                    |              | Ekebyborna, Östergötland |       | 58.542335, 15.188420 | 10041500150001 | Ladda upp en bild av detta fornminne      |
| Ekebyborna 17:1                  | Hög                         |              | Ekebyborna, Östergötland |       | 58.543891, 15.196916 | 10041500170001 | Ladda upp en bild av detta fornminne      |
| Ekebyborna 18:1                  | Hög                         |              | Ekebyborna, Östergötland |       | 58.541907, 15.196942 | 10041500180001 | Ladda upp en bild av detta fornminne      |
| Ekebyborna 18:2                  | Stensättning                |              | Ekebyborna, Östergötland |       | 58.542117, 15.196878 | 10041500180002 | Ladda upp en bild av detta fornminne      |
| Ekebyborna 19:1                  | Hög                         |              | Ekebyborna, Östergötland |       | 58.541480, 15.196793 | 10041500190001 | Ladda upp en bild av detta fornminne      |
| Ekebyborna 20:1                  | Hög                         |              | Ekebyborna, Östergötland |       | 58.540492, 15.196708 | 10041500200001 | Ladda upp en bild av detta fornminne      |
| Ekebyborna 21:1                  | Stensättning                |              | Ekebyborna, Östergötland |       | 58.539283, 15.196495 | 10041500210001 | Ladda upp en bild av detta fornminne      |
| Ekebyborna 22:1                  | Stensättning                |              | Ekebyborna, Östergötland |       | 58.537766, 15.197030 | 10041500220001 | Ladda upp en bild av detta fornminne      |
| Ekebyborna 23:1                  | Stensättning                |              | Ekebyborna, Östergötland |       | 58.533137, 15.187220 | 10041500230001 | Ladda upp en bild av detta fornminne      |
| Ekebyborna 23:2                  | Stensättning                |              | Ekebyborna, Östergötland |       | 58.533129, 15.187069 | 10041500230002 | Ladda upp en bild av detta fornminne      |
| Ekebyborna 24:1                  | Gravfält                    |              | Ekebyborna, Östergötland |       | 58.532554, 15.188575 | 10041500240001 | Ladda upp en bild av detta fornminne      |
| Ekebyborna 25:1                  | Gravfält                    |              | Ekebyborna, Östergötland |       | 58.532131, 15.184831 | 10041500250001 | Ladda upp en bild av detta fornminne      |
| Ekebyborna 28:1                  | Grav markerad av sten/block |              | Ekebyborna, Östergötland |       | 58.532055, 15.170682 | 10041500280001 | Ladda upp en bild av detta fornminne      |
| Ekebyborna 28:2                  | Grav markerad av sten/block |              | Ekebyborna, Östergötland |       | 58.531979, 15.170702 | 10041500280002 | Ladda upp en bild av detta fornminne      |
| Birgittas udde (Ekebyborna 29:1) | Borg                        |              | Ekebyborna, Östergötland |       | 58.564531, 15.134842 | 10041500290001 | Ladda upp en till bild av detta fornminne |
| Ekebyborna 31:1                  | Gravfält                    |              | Ekebyborna, Östergötland |       | 58.545107, 15.146460 | 10041500310001 | Ladda upp en bild av detta fornminne      |
| Ekebyborna 39:1                  | Stensättning                |              | Ekebyborna, Östergötland |       | 58.540324, 15.145565 | 10041500390001 | Ladda upp en bild av detta fornminne      |
| Ekebyborna 49:1                  | Gravfält                    |              | Ekebyborna, Östergötland |       | 58.522491, 15.167727 | 10041500490001 | Ladda upp en bild av detta fornminne      |
| Ekebyborna 52:1                  | Gravfält                    |              | Ekebyborna, Östergötland |       | 58.511069, 15.182074 | 10041500520001 | Ladda upp en bild av detta fornminne      |
| Ekebyborna 56:1                  | Gravfält                    |              | Ekebyborna, Östergötland |       | 58.508263, 15.165671 | 10041500560001 | Ladda upp en bild av detta fornminne      |
| Ekebyborna 59:1                  | Gravfält                    |              | Ekebyborna, Östergötland |       | 58.499924, 15.163719 | 10041500590001 | Ladda upp en bild av detta fornminne      |
| Ekebyborna 62:1                  | Gravfält                    |              | Ekebyborna, Östergötland |       | 58.520873, 15.211030 | 10041500620001 | Ladda upp en bild av detta fornminne      |
| Ekebyborna 90                    | Stensättning                |              | Ekebyborna, Östergötland |       | 58.544161, 15.196167 | 12000000040075 | Ladda upp en bild av detta fornminne      |

## Fivelstad
| Namn               | Lämningstyp                 | Tillkomsttid | Historisk indelning     | Plats | Läge                 | ID-nr          | Bild                                 |
| ------------------ | --------------------------- | ------------ | ----------------------- | ----- | -------------------- | -------------- | ------------------------------------ |
| Fivelstad 2:1      | Hög                         |              | Fivelstad, Östergötland |       | 58.458423, 14.995641 | 10041700020001 | Ladda upp en bild av detta fornminne |
| Fivelstad 6:1      | Grav markerad av sten/block |              | Fivelstad, Östergötland |       | 58.449359, 15.020648 | 10041700060001 | Ladda upp en bild av detta fornminne |
| Fivelstad 7:1      | Gravfält                    |              | Fivelstad, Östergötland |       | 58.447380, 15.038988 | 10041700070001 | Ladda upp en bild av detta fornminne |
| Fivelstad 8:1      | Stensättning                |              | Fivelstad, Östergötland |       | 58.444143, 15.037091 | 10041700080001 | Ladda upp en bild av detta fornminne |
| Fivelstad 10:1     | Gravfält                    |              | Fivelstad, Östergötland |       | 58.429487, 15.017455 | 10041700100001 | Ladda upp en bild av detta fornminne |
| Fivelstad 13:1     | Gravfält                    |              | Fivelstad, Östergötland |       | 58.439529, 14.992716 | 10041700130001 | Ladda upp en bild av detta fornminne |
| Fivelstad 18:1     | Gravfält                    |              | Fivelstad, Östergötland |       | 58.435110, 15.037096 | 10041700180001 | Ladda upp en bild av detta fornminne |
| Fivelstad 30:1     | Begravningsplats            |              | Fivelstad, Östergötland |       | 58.463113, 15.013146 | 10041700300001 | Ladda upp en bild av detta fornminne |
| Västra Stenby 14:1 | Gravfält                    |              | Fivelstad, Östergötland |       | 58.462637, 15.045392 | 10053800140001 | Ladda upp en bild av detta fornminne |
| Västra Stenby 15:1 | Hög                         |              | Fivelstad, Östergötland |       | 58.462859, 15.041204 | 10053800150001 | Ladda upp en bild av detta fornminne |
| Västra Stenby 15:2 | Hög                         |              | Fivelstad, Östergötland |       | 58.462885, 15.041511 | 10053800150002 | Ladda upp en bild av detta fornminne |
| Västra Stenby 16:1 | Hög                         |              | Fivelstad, Östergötland |       | 58.462771, 15.040344 | 10053800160001 | Ladda upp en bild av detta fornminne |
| Västra Stenby 16:2 | Stensättning                |              | Fivelstad, Östergötland |       | 58.462753, 15.040153 | 10053800160002 | Ladda upp en bild av detta fornminne |
| Västra Stenby 16:3 | Grav markerad av sten/block |              | Fivelstad, Östergötland |       | 58.462896, 15.039941 | 10053800160003 | Ladda upp en bild av detta fornminne |
| Västra Stenby 16:4 | Stensättning                |              | Fivelstad, Östergötland |       | 58.462703, 15.039511 | 10053800160004 | Ladda upp en bild av detta fornminne |

## Fornåsa
| Namn                | Lämningstyp                 | Tillkomsttid | Historisk indelning   | Plats | Läge                 | ID-nr          | Bild                                      |
| ------------------- | --------------------------- | ------------ | --------------------- | ----- | -------------------- | -------------- | ----------------------------------------- |
| Ög 38 (Fornåsa 6:1) | Runristning                 |              | Fornåsa, Östergötland |       | 58.471890, 15.231478 | 10041900060001 | Ladda upp en till bild av detta fornminne |
| Fornåsa 11:1        | Grav markerad av sten/block |              | Fornåsa, Östergötland |       | 58.470116, 15.216213 | 10041900110001 | Ladda upp en bild av detta fornminne      |
| Fornåsa 12:1        | Hällristning                |              | Fornåsa, Östergötland |       | 58.468935, 15.209882 | 10041900120001 | Ladda upp en bild av detta fornminne      |
| Fornåsa 17:1        | Runristning                 |              | Fornåsa, Östergötland |       | 58.480533, 15.232362 | 10041900170001 | Ladda upp en bild av detta fornminne      |
| Fornåsa 17:2        | Runristning                 |              | Fornåsa, Östergötland |       | 58.480533, 15.232362 | 10041900170002 | Ladda upp en bild av detta fornminne      |
| Fornåsa 23:1        | Stensättning                |              | Fornåsa, Östergötland |       | 58.473948, 15.203040 | 10041900230001 | Ladda upp en bild av detta fornminne      |
| Fornåsa 31:1        | Stensättning                |              | Fornåsa, Östergötland |       | 58.479861, 15.193427 | 10041900310001 | Ladda upp en bild av detta fornminne      |
| Fornåsa 34:1        | Stensättning                |              | Fornåsa, Östergötland |       | 58.484680, 15.192395 | 10041900340001 | Ladda upp en bild av detta fornminne      |
| Fornåsa 34:2        | Stensättning                |              | Fornåsa, Östergötland |       | 58.484877, 15.192125 | 10041900340002 | Ladda upp en bild av detta fornminne      |
| Fornåsa 35:1        | Stensättning                |              | Fornåsa, Östergötland |       | 58.485010, 15.190416 | 10041900350001 | Ladda upp en bild av detta fornminne      |
| Fornåsa 35:2        | Stensättning                |              | Fornåsa, Östergötland |       | 58.484947, 15.189772 | 10041900350002 | Ladda upp en bild av detta fornminne      |
| Fornåsa 42:1        | Stensättning                |              | Fornåsa, Östergötland |       | 58.481237, 15.197143 | 10041900420001 | Ladda upp en bild av detta fornminne      |
| Fornåsa 44:1        | Stensättning                |              | Fornåsa, Östergötland |       | 58.485141, 15.187698 | 10041900440001 | Ladda upp en bild av detta fornminne      |
| Fornåsa 62:1        | Stensättning                |              | Fornåsa, Östergötland |       | 58.484632, 15.191679 | 10041900620001 | Ladda upp en bild av detta fornminne      |
| Skeppsås 11:1       | Stensättning                |              | Fornåsa, Östergötland |       | 58.460229, 15.216535 | 10049100110001 | Ladda upp en bild av detta fornminne      |

## Godegård
| Namn                            | Lämningstyp  | Tillkomsttid | Historisk indelning    | Plats | Läge                 | ID-nr          | Bild                                 |
| ------------------------------- | ------------ | ------------ | ---------------------- | ----- | -------------------- | -------------- | ------------------------------------ |
| Godegård 13:1                   | Gravfält     |              | Godegård, Östergötland |       | 58.703896, 15.113587 | 10042300130001 | Ladda upp en bild av detta fornminne |
| Herrefalls röse (Godegård 19:1) | Stensättning |              | Godegård, Östergötland |       | 58.705081, 15.117870 | 10042300190001 | Ladda upp en bild av detta fornminne |
| Domarring (Godegård 22:1)       | Stensättning |              | Godegård, Östergötland |       | 58.742643, 15.159739 | 10042300220001 | Ladda upp en bild av detta fornminne |
| Silvergubben (Godegård 34:1)    | Hög          |              | Godegård, Östergötland |       | 58.762754, 15.266875 | 10042300340001 | Ladda upp en bild av detta fornminne |
| Godegård 43:1                   | Gravfält     |              | Godegård, Östergötland |       | 58.804182, 15.161779 | 10042300430001 | Ladda upp en bild av detta fornminne |
| Godegård 115:1                  | Stensättning |              | Godegård, Östergötland |       | 58.769104, 15.199546 | 10042301150001 | Ladda upp en bild av detta fornminne |
| Godegård 145:1                  | Stensättning |              | Godegård, Östergötland |       | 58.759354, 15.157323 | 10042301450001 | Ladda upp en bild av detta fornminne |
| Godegård 145:2                  | Stensättning |              | Godegård, Östergötland |       | 58.759284, 15.157159 | 10042301450002 | Ladda upp en bild av detta fornminne |

## Klockrike
| Namn                         | Lämningstyp      | Tillkomsttid | Historisk indelning     | Plats | Läge                 | ID-nr          | Bild                                 |
| ---------------------------- | ---------------- | ------------ | ----------------------- | ----- | -------------------- | -------------- | ------------------------------------ |
| Gissle grav (Klockrike 9:1)  | Stensättning     |              | Klockrike, Östergötland |       | 58.506721, 15.335944 | 10044600090001 | Ladda upp en bild av detta fornminne |
| Klockrike 10:1               | Kyrka/kapell     |              | Klockrike, Östergötland |       | 58.501473, 15.334833 | 10044600100001 | Ladda upp en bild av detta fornminne |
| Klockrike 10:2               | Begravningsplats |              | Klockrike, Östergötland |       | 58.501306, 15.335181 | 10044600100002 | Ladda upp en bild av detta fornminne |
| Klockrike 17:1               | Gravfält         |              | Klockrike, Östergötland |       | 58.497767, 15.358774 | 10044600170001 | Ladda upp en bild av detta fornminne |
| Klockrike 18:1               | Gravfält         |              | Klockrike, Östergötland |       | 58.489152, 15.340055 | 10044600180001 | Ladda upp en bild av detta fornminne |
| Domarringen (Klockrike 33:1) | Stenkrets        |              | Klockrike, Östergötland |       | 58.481661, 15.338581 | 10044600330001 | Ladda upp en bild av detta fornminne |
| Klockrike 58:1               | Stensättning     |              | Klockrike, Östergötland |       | 58.488798, 15.338490 | 10044600580001 | Ladda upp en bild av detta fornminne |

## Kristberg
| Namn                             | Lämningstyp         | Tillkomsttid | Historisk indelning     | Plats | Läge                 | ID-nr          | Bild                                 |
| -------------------------------- | ------------------- | ------------ | ----------------------- | ----- | -------------------- | -------------- | ------------------------------------ |
| Kristberg 8:1                    | Stensättning        |              | Kristberg, Östergötland |       | 58.610581, 15.263138 | 10044800080001 | Ladda upp en bild av detta fornminne |
| Kristberg 8:2                    | Stensättning        |              | Kristberg, Östergötland |       | 58.610551, 15.263397 | 10044800080002 | Ladda upp en bild av detta fornminne |
| Kristberg 11:1                   | Hög                 |              | Kristberg, Östergötland |       | 58.628381, 15.308324 | 10044800110001 | Ladda upp en bild av detta fornminne |
| Kristberg 34:1                   | Stensättning        |              | Kristberg, Östergötland |       | 58.577768, 15.196866 | 10044800340001 | Ladda upp en bild av detta fornminne |
| Kristberg 34:2                   | Stensättning        |              | Kristberg, Östergötland |       | 58.577783, 15.196543 | 10044800340002 | Ladda upp en bild av detta fornminne |
| Berggöls berget (Kristberg 41:1) | Fornborg            |              | Kristberg, Östergötland |       | 58.612785, 15.190964 | 10044800410001 | Ladda upp en bild av detta fornminne |
| Kristberg 155:1                  | Stensättning        |              | Kristberg, Östergötland |       | 58.610626, 15.264707 | 10044801550001 | Ladda upp en bild av detta fornminne |
| Kristberg 174                    | Lägenhetsbebyggelse |              | Kristberg, Östergötland |       | 58.587772, 15.152271 | 12000000042364 | Ladda upp en bild av detta fornminne |

## Lönsås
| Namn        | Lämningstyp  | Tillkomsttid | Historisk indelning  | Plats | Läge                 | ID-nr          | Bild                                 |
| ----------- | ------------ | ------------ | -------------------- | ----- | -------------------- | -------------- | ------------------------------------ |
| Lönsås 7:1  | Gravfält     |              | Lönsås, Östergötland |       | 58.495163, 15.202149 | 10046300070001 | Ladda upp en bild av detta fornminne |
| Lönsås 8:1  | Gravfält     |              | Lönsås, Östergötland |       | 58.495762, 15.205609 | 10046300080001 | Ladda upp en bild av detta fornminne |
| Lönsås 22:1 | Stensättning |              | Lönsås, Östergötland |       | 58.519980, 15.261359 | 10046300220001 | Ladda upp en bild av detta fornminne |
| Lönsås 23:1 | Stensättning |              | Lönsås, Östergötland |       | 58.530743, 15.248813 | 10046300230001 | Ladda upp en bild av detta fornminne |
| Lönsås 24:1 | Stenkrets    |              | Lönsås, Östergötland |       | 58.517103, 15.216570 | 10046300240001 | Ladda upp en bild av detta fornminne |
| Lönsås 31:1 | Stensättning |              | Lönsås, Östergötland |       | 58.495004, 15.203813 | 10046300310001 | Ladda upp en bild av detta fornminne |

## Motala
| Namn                                 | Lämningstyp                 | Tillkomsttid | Historisk indelning  | Plats | Läge                 | ID-nr          | Bild                                 |
| ------------------------------------ | --------------------------- | ------------ | -------------------- | ----- | -------------------- | -------------- | ------------------------------------ |
| Herrängen (Motala 69:1)              | Lägenhetsbebyggelse         |              | Motala, Östergötland |       | 58.593045, 14.997964 | 10046700690001 | Ladda upp en bild av detta fornminne |
| Hertig Johans källare (Motala 105:1) | Husgrund, historisk tid     |              | Motala, Östergötland |       | 58.533103, 15.043248 | 10046701050001 | Ladda upp en bild av detta fornminne |
| Slängan (Motala 225)                 | Lägenhetsbebyggelse         |              | Motala, Östergötland |       | 58.606658, 15.008889 | 12000000024248 | Ladda upp en bild av detta fornminne |
| Motala 299                           | Gravfält                    |              | Motala, Östergötland |       | 58.536154, 15.047018 | 12000000108145 | Ladda upp en bild av detta fornminne |
| Ask 1:1                              | Gravfält                    |              | Motala, Östergötland |       | 58.535679, 15.125883 | 10040100010001 | Ladda upp en bild av detta fornminne |
| Vinnerstad 2:1                       | Stensättning                |              | Motala, Östergötland |       | 58.535819, 15.127573 | 10307600020001 | Ladda upp en bild av detta fornminne |
| Vinnerstad 3:1                       | Stensättning                |              | Motala, Östergötland |       | 58.513717, 15.080901 | 10307600030001 | Ladda upp en bild av detta fornminne |
| Vinnerstad 5:1                       | Stensättning                |              | Motala, Östergötland |       | 58.526246, 15.077429 | 10307600050001 | Ladda upp en bild av detta fornminne |
| Vinnerstad 6:1                       | Begravningsplats            |              | Motala, Östergötland |       | 58.518321, 15.076860 | 10307600060001 | Ladda upp en bild av detta fornminne |
| Vinnerstad 7:1                       | Gravfält                    |              | Motala, Östergötland |       | 58.513468, 15.079325 | 10307600070001 | Ladda upp en bild av detta fornminne |
| Vinnerstad 8:1                       | Runristning                 |              | Motala, Östergötland |       | 58.516398, 15.089400 | 10307600080001 | Ladda upp en bild av detta fornminne |
| Vinnerstad 12:1                      | Stensättning                |              | Motala, Östergötland |       | 58.548472, 15.122384 | 10307600120001 | Ladda upp en bild av detta fornminne |
| Vinnerstad 12:2                      | Stensättning                |              | Motala, Östergötland |       | 58.548463, 15.122198 | 10307600120002 | Ladda upp en bild av detta fornminne |
| Vinnerstad 15:1                      | Stensättning                |              | Motala, Östergötland |       | 58.502743, 15.069705 | 10307600150001 | Ladda upp en bild av detta fornminne |
| Vinnerstad 17:1                      | Stensättning                |              | Motala, Östergötland |       | 58.502514, 15.128612 | 10307600170001 | Ladda upp en bild av detta fornminne |
| Vinnerstad 17:2                      | Stensättning                |              | Motala, Östergötland |       | 58.502439, 15.128436 | 10307600170002 | Ladda upp en bild av detta fornminne |
| Vinnerstad 18:1                      | Gravfält                    |              | Motala, Östergötland |       | 58.503471, 15.127360 | 10307600180001 | Ladda upp en bild av detta fornminne |
| Vinnerstad 19:1                      | Stensättning                |              | Motala, Östergötland |       | 58.502411, 15.121262 | 10307600190001 | Ladda upp en bild av detta fornminne |
| Vinnerstad 19:2                      | Stensättning                |              | Motala, Östergötland |       | 58.502264, 15.121252 | 10307600190002 | Ladda upp en bild av detta fornminne |
| Vinnerstad 20:1                      | Stensättning                |              | Motala, Östergötland |       | 58.504758, 15.115743 | 10307600200001 | Ladda upp en bild av detta fornminne |
| Vinnerstad 20:2                      | Stensättning                |              | Motala, Östergötland |       | 58.504622, 15.115617 | 10307600200002 | Ladda upp en bild av detta fornminne |
| Vinnerstad 22:1                      | Grav markerad av sten/block |              | Motala, Östergötland |       | 58.502379, 15.123918 | 10307600220001 | Ladda upp en bild av detta fornminne |
| Vinnerstad 23:1                      | Gravfält                    |              | Motala, Östergötland |       | 58.503008, 15.124914 | 10307600230001 | Ladda upp en bild av detta fornminne |
| Vinnerstad 31:1                      | Stensättning                |              | Motala, Östergötland |       | 58.501365, 15.065800 | 10307600310001 | Ladda upp en bild av detta fornminne |
| Vinnerstad 32:1                      | Gravfält                    |              | Motala, Östergötland |       | 58.499471, 15.068174 | 10307600320001 | Ladda upp en bild av detta fornminne |
| Vinnerstad 34:1                      | Stensättning                |              | Motala, Östergötland |       | 58.527309, 15.088077 | 10307600340001 | Ladda upp en bild av detta fornminne |
| Vinnerstad 41:1                      | Stensättning                |              | Motala, Östergötland |       | 58.502170, 15.070516 | 10307600410001 | Ladda upp en bild av detta fornminne |

## Styra
| Namn                            | Lämningstyp                 | Tillkomsttid | Historisk indelning | Plats | Läge                 | ID-nr          | Bild                                 |
| ------------------------------- | --------------------------- | ------------ | ------------------- | ----- | -------------------- | -------------- | ------------------------------------ |
| Styra 1:1                       | Stensättning                |              | Styra, Östergötland |       | 58.447414, 15.107653 | 10050000010001 | Ladda upp en bild av detta fornminne |
| Styra 1:2                       | Stensättning                |              | Styra, Östergötland |       | 58.447319, 15.108206 | 10050000010002 | Ladda upp en bild av detta fornminne |
| Styra 1:3                       | Stensättning                |              | Styra, Östergötland |       | 58.447305, 15.108590 | 10050000010003 | Ladda upp en bild av detta fornminne |
| Styra 7:1                       | Hög                         |              | Styra, Östergötland |       | 58.440336, 15.090485 | 10050000070001 | Ladda upp en bild av detta fornminne |
| Styra 8:1                       | Stensättning                |              | Styra, Östergötland |       | 58.441272, 15.092068 | 10050000080001 | Ladda upp en bild av detta fornminne |
| Styra 10:1                      | Gravfält                    |              | Styra, Östergötland |       | 58.431850, 15.067419 | 10050000100001 | Ladda upp en bild av detta fornminne |
| Styra Ödekyrkogård (Styra 13:1) | Begravningsplats            |              | Styra, Östergötland |       | 58.451163, 15.083110 | 10050000130001 | Ladda upp en bild av detta fornminne |
| Styra 16:1                      | Stensättning                |              | Styra, Östergötland |       | 58.438325, 15.065952 | 10050000160001 | Ladda upp en bild av detta fornminne |
| Styra 16:2                      | Hög                         |              | Styra, Östergötland |       | 58.438201, 15.065883 | 10050000160002 | Ladda upp en bild av detta fornminne |
| Styra 24:1                      | Hällristning                |              | Styra, Östergötland |       | 58.439446, 15.089376 | 10050000240001 | Ladda upp en bild av detta fornminne |
| Styra 24:2                      | Hällristning                |              | Styra, Östergötland |       | 58.439340, 15.089388 | 10050000240002 | Ladda upp en bild av detta fornminne |
| Styra 24:3                      | Hällristning                |              | Styra, Östergötland |       | 58.439567, 15.089587 | 10050000240003 | Ladda upp en bild av detta fornminne |
| Styra 24:4                      | Hällristning                |              | Styra, Östergötland |       | 58.439394, 15.090168 | 10050000240004 | Ladda upp en bild av detta fornminne |
| Styra 24:5                      | Hällristning                |              | Styra, Östergötland |       | 58.439530, 15.090060 | 10050000240005 | Ladda upp en bild av detta fornminne |
| Styra 25:1                      | Hällristning                |              | Styra, Östergötland |       | 58.439573, 15.090809 | 10050000250001 | Ladda upp en bild av detta fornminne |
| Styra 26:1                      | Hällristning                |              | Styra, Östergötland |       | 58.433137, 15.058848 | 10050000260001 | Ladda upp en bild av detta fornminne |
| Styra 27:1                      | Hällristning                |              | Styra, Östergötland |       | 58.439092, 15.093927 | 10050000270001 | Ladda upp en bild av detta fornminne |
| Styra 27:2                      | Hällristning                |              | Styra, Östergötland |       | 58.438797, 15.093408 | 10050000270002 | Ladda upp en bild av detta fornminne |
| Styra 29:1                      | Hällristning                |              | Styra, Östergötland |       | 58.431521, 15.066495 | 10050000290001 | Ladda upp en bild av detta fornminne |
| Styra 30:1                      | Hällristning                |              | Styra, Östergötland |       | 58.435469, 15.068023 | 10050000300001 | Ladda upp en bild av detta fornminne |
| Styra 31:1                      | Hällristning                |              | Styra, Östergötland |       | 58.434380, 15.068216 | 10050000310001 | Ladda upp en bild av detta fornminne |
| Styra 32:1                      | Hällristning                |              | Styra, Östergötland |       | 58.432501, 15.066824 | 10050000320001 | Ladda upp en bild av detta fornminne |
| Styra 35:1                      | Grav markerad av sten/block |              | Styra, Östergötland |       | 58.450291, 15.083092 | 10050000350001 | Ladda upp en bild av detta fornminne |
| Styra 38                        | Hög                         |              | Styra, Östergötland |       | 58.437238, 15.060145 | 12000000044306 | Ladda upp en bild av detta fornminne |
| Styra 39                        | Hög                         |              | Styra, Östergötland |       | 58.437382, 15.060848 | 12000000044340 | Ladda upp en bild av detta fornminne |

## Tjällmo
| Namn                      | Lämningstyp  | Tillkomsttid | Historisk indelning   | Plats | Läge                 | ID-nr          | Bild                                 |
| ------------------------- | ------------ | ------------ | --------------------- | ----- | -------------------- | -------------- | ------------------------------------ |
| Domargraven (Tjällmo 1:1) | Stensättning |              | Tjällmo, Östergötland |       | 58.701865, 15.328249 | 10050900010001 | Ladda upp en bild av detta fornminne |
| Tjällmo 11:1              | Stensättning |              | Tjällmo, Östergötland |       | 58.675791, 15.346340 | 10050900110001 | Ladda upp en bild av detta fornminne |
| Tjällmo 24:1              | Stensättning |              | Tjällmo, Östergötland |       | 58.716536, 15.388091 | 10050900240001 | Ladda upp en bild av detta fornminne |
| Tjällmo 47:1              | Stensättning |              | Tjällmo, Östergötland |       | 58.731528, 15.408879 | 10050900470001 | Ladda upp en bild av detta fornminne |
| Tjällmo 47:2              | Stensättning |              | Tjällmo, Östergötland |       | 58.731462, 15.408681 | 10050900470002 | Ladda upp en bild av detta fornminne |
| Tjällmo 47:3              | Stensättning |              | Tjällmo, Östergötland |       | 58.731597, 15.409171 | 10050900470003 | Ladda upp en bild av detta fornminne |
| Tjällmo 50:1              | Stensättning |              | Tjällmo, Östergötland |       | 58.735935, 15.409998 | 10050900500001 | Ladda upp en bild av detta fornminne |
| Tjällmo 98:1              | Röse         |              | Tjällmo, Östergötland |       | 58.682444, 15.334500 | 10050900980001 | Ladda upp en bild av detta fornminne |
| Tjällmo 132:1             | Stensättning |              | Tjällmo, Östergötland |       | 58.716146, 15.393807 | 10050901320001 | Ladda upp en bild av detta fornminne |
| Tjällmo 133:1             | Stensättning |              | Tjällmo, Östergötland |       | 58.717189, 15.386962 | 10050901330001 | Ladda upp en bild av detta fornminne |
| Tjällmo 134:1             | Stensättning |              | Tjällmo, Östergötland |       | 58.731087, 15.356058 | 10050901340001 | Ladda upp en bild av detta fornminne |

## Varv
| Namn                       | Lämningstyp                 | Tillkomsttid | Historisk indelning | Plats | Läge                 | ID-nr          | Bild                                 |
| -------------------------- | --------------------------- | ------------ | ------------------- | ----- | -------------------- | -------------- | ------------------------------------ |
| Varv 1:1                   | Stensättning                |              | Varv, Östergötland  |       | 58.500090, 15.123697 | 10052000010001 | Ladda upp en bild av detta fornminne |
| Varv 1:2                   | Stensättning                |              | Varv, Östergötland  |       | 58.499972, 15.123731 | 10052000010002 | Ladda upp en bild av detta fornminne |
| Varv 2:1                   | Gravfält                    |              | Varv, Östergötland  |       | 58.498819, 15.125182 | 10052000020001 | Ladda upp en bild av detta fornminne |
| Drottningbacken (Varv 3:1) | Stensättning                |              | Varv, Östergötland  |       | 58.487961, 15.145474 | 10052000030001 | Ladda upp en bild av detta fornminne |
| Varv 4:1                   | Stensättning                |              | Varv, Östergötland  |       | 58.486353, 15.096479 | 10052000040001 | Ladda upp en bild av detta fornminne |
| Varv 5:1                   | Gravfält                    |              | Varv, Östergötland  |       | 58.485047, 15.094610 | 10052000050001 | Ladda upp en bild av detta fornminne |
| Varv 8:1                   | Gravfält                    |              | Varv, Östergötland  |       | 58.456788, 15.118639 | 10052000080001 | Ladda upp en bild av detta fornminne |
| Varv 10:1                  | Hög                         |              | Varv, Östergötland  |       | 58.457509, 15.110407 | 10052000100001 | Ladda upp en bild av detta fornminne |
| Kungsbacken (Varv 11:1)    | Stensättning                |              | Varv, Östergötland  |       | 58.479511, 15.136456 | 10052000110001 | Ladda upp en bild av detta fornminne |
| Varv 14:1                  | Grav markerad av sten/block |              | Varv, Östergötland  |       | 58.481024, 15.133300 | 10052000140001 | Ladda upp en bild av detta fornminne |
| Varv 14:2                  | Grav markerad av sten/block |              | Varv, Östergötland  |       | 58.481093, 15.133212 | 10052000140002 | Ladda upp en bild av detta fornminne |
| Varv 14:3                  | Grav markerad av sten/block |              | Varv, Östergötland  |       | 58.481102, 15.133366 | 10052000140003 | Ladda upp en bild av detta fornminne |
| Varv 15:1                  | Stensättning                |              | Varv, Östergötland  |       | 58.481287, 15.134657 | 10052000150001 | Ladda upp en bild av detta fornminne |
| Varv 16:1                  | Stensättning                |              | Varv, Östergötland  |       | 58.485566, 15.146587 | 10052000160001 | Ladda upp en bild av detta fornminne |
| Varv 18:1                  | Stenkrets                   |              | Varv, Östergötland  |       | 58.482911, 15.140971 | 10052000180001 | Ladda upp en bild av detta fornminne |
| Varv 18:2                  | Stensättning                |              | Varv, Östergötland  |       | 58.482967, 15.141151 | 10052000180002 | Ladda upp en bild av detta fornminne |
| Varv 18:3                  | Stensättning                |              | Varv, Östergötland  |       | 58.482816, 15.141176 | 10052000180003 | Ladda upp en bild av detta fornminne |
| Varv 19:1                  | Kyrka/kapell                |              | Varv, Östergötland  |       | 58.470934, 15.126295 | 10052000190001 | Ladda upp en bild av detta fornminne |
| Varv 19:2                  | Begravningsplats            |              | Varv, Östergötland  |       | 58.471038, 15.126344 | 10052000190002 | Ladda upp en bild av detta fornminne |
| Varv 21:1                  | Stensättning                |              | Varv, Östergötland  |       | 58.468810, 15.142065 | 10052000210001 | Ladda upp en bild av detta fornminne |
| Varv 22:1                  | Gravfält                    |              | Varv, Östergötland  |       | 58.465223, 15.142957 | 10052000220001 | Ladda upp en bild av detta fornminne |
| Varv 23:1                  | Stensättning                |              | Varv, Östergötland  |       | 58.465659, 15.143129 | 10052000230001 | Ladda upp en bild av detta fornminne |
| Älleberget (Varv 24:1)     | Stensättning                |              | Varv, Östergötland  |       | 58.446923, 15.128802 | 10052000240001 | Ladda upp en bild av detta fornminne |
| Varv 29:1                  | Grav markerad av sten/block |              | Varv, Östergötland  |       | 58.488272, 15.115098 | 10052000290001 | Ladda upp en bild av detta fornminne |
| Varv 30:1                  | Gravfält                    |              | Varv, Östergötland  |       | 58.460580, 15.121789 | 10052000300001 | Ladda upp en bild av detta fornminne |
| Varv 31:1                  | Gravfält                    |              | Varv, Östergötland  |       | 58.462117, 15.123909 | 10052000310001 | Ladda upp en bild av detta fornminne |
| Varv 42:1                  | Stensättning                |              | Varv, Östergötland  |       | 58.499114, 15.124389 | 10052000420001 | Ladda upp en bild av detta fornminne |
| Varv 42:2                  | Stensättning                |              | Varv, Östergötland  |       | 58.498885, 15.123874 | 10052000420002 | Ladda upp en bild av detta fornminne |
| Varv 43:1                  | Stensättning                |              | Varv, Östergötland  |       | 58.480417, 15.155284 | 10052000430001 | Ladda upp en bild av detta fornminne |
| Varv 44:1                  | Gravfält                    |              | Varv, Östergötland  |       | 58.480642, 15.147618 | 10052000440001 | Ladda upp en bild av detta fornminne |
| Varv 78                    | Gravfält                    |              | Varv, Östergötland  |       | 58.446433, 15.122192 | 12000000060203 | Ladda upp en bild av detta fornminne |
| Vinnerstad 13:1            | Stensättning                |              | Varv, Östergötland  |       | 58.488592, 15.089299 | 10307600130001 | Ladda upp en bild av detta fornminne |
| Vinnerstad 13:2            | Stensättning                |              | Varv, Östergötland  |       | 58.488757, 15.089308 | 10307600130002 | Ladda upp en bild av detta fornminne |
| Vinnerstad 13:3            | Stensättning                |              | Varv, Östergötland  |       | 58.488613, 15.089813 | 10307600130003 | Ladda upp en bild av detta fornminne |

## Västra Ny
| Namn                     | Lämningstyp         | Tillkomsttid | Historisk indelning     | Plats | Läge                 | ID-nr          | Bild                                 |
| ------------------------ | ------------------- | ------------ | ----------------------- | ----- | -------------------- | -------------- | ------------------------------------ |
| Västra Ny 1:1            | Stenkammargrav      |              | Västra Ny, Östergötland |       | 58.626602, 14.958806 | 10053600010001 | Ladda upp en bild av detta fornminne |
| Västra Ny 3:1            | Stenkammargrav      |              | Västra Ny, Östergötland |       | 58.618893, 14.958547 | 10053600030001 | Ladda upp en bild av detta fornminne |
| Västra Ny 6:1            | Stenkammargrav      |              | Västra Ny, Östergötland |       | 58.685526, 14.953050 | 10053600060001 | Ladda upp en bild av detta fornminne |
| Österby (Västra Ny 60:1) | Lägenhetsbebyggelse |              | Västra Ny, Östergötland |       | 58.611692, 14.994693 | 10053600600001 | Ladda upp en bild av detta fornminne |
| Västra Ny 64:1           | Stenkammargrav      |              | Västra Ny, Östergötland |       | 58.623010, 14.983430 | 10053600640001 | Ladda upp en bild av detta fornminne |
| Västra Ny 96:1           | Röse                |              | Västra Ny, Östergötland |       | 58.686388, 14.918117 | 10053600960001 | Ladda upp en bild av detta fornminne |
| Västra Ny 97:2           | Stensättning        |              | Västra Ny, Östergötland |       | 58.686002, 14.921480 | 10053600970002 | Ladda upp en bild av detta fornminne |
| Västra Ny 102:1          | Stensättning        |              | Västra Ny, Östergötland |       | 58.689235, 14.923197 | 10053601020001 | Ladda upp en bild av detta fornminne |
| Västra Ny 146            | Stensättning        |              | Västra Ny, Östergötland |       | 58.612610, 14.962932 | 12000000023608 | Ladda upp en bild av detta fornminne |
| Granhult (Västra Ny 152) | Lägenhetsbebyggelse |              | Västra Ny, Östergötland |       | 58.603851, 14.953463 | 12000000023698 | Ladda upp en bild av detta fornminne |
| Västra Ny 194            | Stensättning        |              | Västra Ny, Östergötland |       | 58.619447, 14.990957 | 12000000023937 | Ladda upp en bild av detta fornminne |
| Västra Ny 204            | Röse                |              | Västra Ny, Östergötland |       | 58.596860, 14.977400 | 12000000024301 | Ladda upp en bild av detta fornminne |

## Västra Stenby
| Namn                             | Lämningstyp                 | Tillkomsttid | Historisk indelning         | Plats | Läge                 | ID-nr          | Bild                                      |
| -------------------------------- | --------------------------- | ------------ | --------------------------- | ----- | -------------------- | -------------- | ----------------------------------------- |
| Västra Stenby 2:1                | Gravfält                    |              | Västra Stenby, Östergötland |       | 58.484210, 15.093368 | 10053800020001 | Ladda upp en bild av detta fornminne      |
| Västra Stenby 4:1                | Gravfält                    |              | Västra Stenby, Östergötland |       | 58.485932, 15.082709 | 10053800040001 | Ladda upp en bild av detta fornminne      |
| Västra Stenby 5:1                | Gravfält                    |              | Västra Stenby, Östergötland |       | 58.490265, 15.074305 | 10053800050001 | Ladda upp en bild av detta fornminne      |
| Västra Stenby 6:1                | Gravfält                    |              | Västra Stenby, Östergötland |       | 58.486937, 15.073603 | 10053800060001 | Ladda upp en bild av detta fornminne      |
| Västra Stenby 7:1                | Stensättning                |              | Västra Stenby, Östergötland |       | 58.487734, 15.072098 | 10053800070001 | Ladda upp en bild av detta fornminne      |
| Västra Stenby 9:1                | Runristning                 |              | Västra Stenby, Östergötland |       | 58.485053, 15.048952 | 10053800090001 | Ladda upp en till bild av detta fornminne |
| Västra Stenby 18:1               | Stensättning                |              | Västra Stenby, Östergötland |       | 58.463824, 15.048704 | 10053800180001 | Ladda upp en bild av detta fornminne      |
| Västra Stenby 19:1               | Stensättning                |              | Västra Stenby, Östergötland |       | 58.462898, 15.047190 | 10053800190001 | Ladda upp en bild av detta fornminne      |
| Högrabacken (Västra Stenby 21:1) | Gravfält                    |              | Västra Stenby, Östergötland |       | 58.476208, 15.020724 | 10053800210001 | Ladda upp en bild av detta fornminne      |
| Västra Stenby 23:1               | Begravningsplats            |              | Västra Stenby, Östergötland |       | 58.482811, 15.016106 | 10053800230001 | Ladda upp en bild av detta fornminne      |
| Västra Stenby 23:2               | Kyrka/kapell                |              | Västra Stenby, Östergötland |       | 58.482825, 15.016371 | 10053800230002 | Ladda upp en bild av detta fornminne      |
| Västra Stenby 24:1               | Grav markerad av sten/block |              | Västra Stenby, Östergötland |       | 58.478328, 15.017133 | 10053800240001 | Ladda upp en bild av detta fornminne      |
| Västra Stenby 25:1               | Stensättning                |              | Västra Stenby, Östergötland |       | 58.481327, 14.981914 | 10053800250001 | Ladda upp en bild av detta fornminne      |
| Västra Stenby 25:2               | Stensättning                |              | Västra Stenby, Östergötland |       | 58.481250, 14.982198 | 10053800250002 | Ladda upp en bild av detta fornminne      |
| Västra Stenby 25:3               | Stensättning                |              | Västra Stenby, Östergötland |       | 58.481377, 14.982168 | 10053800250003 | Ladda upp en bild av detta fornminne      |
| Jättestena (Västra Stenby 26:1)  | Stenkrets                   |              | Västra Stenby, Östergötland |       | 58.480793, 14.981061 | 10053800260001 | Ladda upp en bild av detta fornminne      |
| Jättestena (Västra Stenby 26:2)  | Stenkrets                   |              | Västra Stenby, Östergötland |       | 58.480913, 14.981055 | 10053800260002 | Ladda upp en bild av detta fornminne      |
| Jättestena (Västra Stenby 26:3)  | Stenkrets                   |              | Västra Stenby, Östergötland |       | 58.480855, 14.981255 | 10053800260003 | Ladda upp en bild av detta fornminne      |
| Västra Stenby 27:1               | Gravfält                    |              | Västra Stenby, Östergötland |       | 58.479711, 15.024895 | 10053800270001 | Ladda upp en bild av detta fornminne      |
| Västra Stenby 34:1               | Stensättning                |              | Västra Stenby, Östergötland |       | 58.496980, 15.070747 | 10053800340001 | Ladda upp en bild av detta fornminne      |
| Västra Stenby 35:1               | Stensättning                |              | Västra Stenby, Östergötland |       | 58.503461, 15.068461 | 10053800350001 | Ladda upp en bild av detta fornminne      |
| Västra Stenby 35:2               | Stensättning                |              | Västra Stenby, Östergötland |       | 58.503385, 15.068158 | 10053800350002 | Ladda upp en bild av detta fornminne      |
| Västra Stenby 35:3               | Stensättning                |              | Västra Stenby, Östergötland |       | 58.503290, 15.068158 | 10053800350003 | Ladda upp en bild av detta fornminne      |
| Västra Stenby 35:4               | Stensättning                |              | Västra Stenby, Östergötland |       | 58.503270, 15.068391 | 10053800350004 | Ladda upp en bild av detta fornminne      |
| Västra Stenby 36:1               | Gravfält                    |              | Västra Stenby, Östergötland |       | 58.486077, 15.009674 | 10053800360001 | Ladda upp en bild av detta fornminne      |
| Västra Stenby 38:1               | Hög                         |              | Västra Stenby, Östergötland |       | 58.494374, 15.011686 | 10053800380001 | Ladda upp en bild av detta fornminne      |
| Västra Stenby 42:1               | Stensättning                |              | Västra Stenby, Östergötland |       | 58.502683, 15.006709 | 10053800420001 | Ladda upp en bild av detta fornminne      |
| Västra Stenby 42:2               | Stensättning                |              | Västra Stenby, Östergötland |       | 58.502518, 15.006694 | 10053800420002 | Ladda upp en bild av detta fornminne      |
| Västra Stenby 43:1               | Stensättning                |              | Västra Stenby, Östergötland |       | 58.501712, 15.003205 | 10053800430001 | Ladda upp en bild av detta fornminne      |
| Västra Stenby 48:1               | Gravfält                    |              | Västra Stenby, Östergötland |       | 58.484735, 15.012524 | 10053800480001 | Ladda upp en bild av detta fornminne      |
| Västra Stenby 76:1               | Stensättning                |              | Västra Stenby, Östergötland |       | 58.488172, 15.073881 | 10053800760001 | Ladda upp en bild av detta fornminne      |
| Västra Stenby 77:1               | Stensättning                |              | Västra Stenby, Östergötland |       | 58.503503, 15.062582 | 10053800770001 | Ladda upp en bild av detta fornminne      |
| Västra Stenby 79:1               | Stensättning                |              | Västra Stenby, Östergötland |       | 58.488195, 15.072673 | 10053800790001 | Ladda upp en bild av detta fornminne      |
| Västra Stenby 87:1               | Gravfält                    |              | Västra Stenby, Östergötland |       | 58.515955, 15.020583 | 10053800870001 | Ladda upp en bild av detta fornminne      |
| Västra Stenby 201                | Stensättning                |              | Västra Stenby, Östergötland |       | 58.480745, 15.025788 | 12000000020495 | Ladda upp en bild av detta fornminne      |
| Västra Stenby 226                | Stensättning                |              | Västra Stenby, Östergötland |       | 58.464320, 15.046665 | 12000000026249 | Ladda upp en bild av detta fornminne      |
| Västra Stenby 257                | Stensättning                |              | Västra Stenby, Östergötland |       | 58.462958, 15.047257 | 12000000060267 | Ladda upp en bild av detta fornminne      |

## Älvestad
| Namn          | Lämningstyp  | Tillkomsttid | Historisk indelning    | Plats | Läge                 | ID-nr          | Bild                                      |
| ------------- | ------------ | ------------ | ---------------------- | ----- | -------------------- | -------------- | ----------------------------------------- |
| Älvestad 1:1  | Stensättning |              | Älvestad, Östergötland |       | 58.467632, 15.322616 | 10054600010001 | Ladda upp en bild av detta fornminne      |
| Älvestad 1:2  | Stensättning |              | Älvestad, Östergötland |       | 58.467743, 15.322825 | 10054600010002 | Ladda upp en bild av detta fornminne      |
| Älvestad 5:1  | Stensättning |              | Älvestad, Östergötland |       | 58.462148, 15.309315 | 10054600050001 | Ladda upp en bild av detta fornminne      |
| Älvestad 5:2  | Stensättning |              | Älvestad, Östergötland |       | 58.462369, 15.309573 | 10054600050002 | Ladda upp en bild av detta fornminne      |
| Älvestad 5:3  | Stensättning |              | Älvestad, Östergötland |       | 58.462339, 15.309903 | 10054600050003 | Ladda upp en bild av detta fornminne      |
| Älvestad 5:4  | Stensättning |              | Älvestad, Östergötland |       | 58.462433, 15.309815 | 10054600050004 | Ladda upp en bild av detta fornminne      |
| Älvestad 7:1  | Stensättning |              | Älvestad, Östergötland |       | 58.459727, 15.297326 | 10054600070001 | Ladda upp en bild av detta fornminne      |
| Älvestad 7:2  | Stensättning |              | Älvestad, Östergötland |       | 58.459475, 15.297210 | 10054600070002 | Ladda upp en bild av detta fornminne      |
| Älvestad 8:1  | Gravfält     |              | Älvestad, Östergötland |       | 58.458405, 15.295979 | 10054600080001 | Ladda upp en bild av detta fornminne      |
| Älvestad 9:1  | Stensättning |              | Älvestad, Östergötland |       | 58.458544, 15.299483 | 10054600090001 | Ladda upp en bild av detta fornminne      |
| Älvestad 9:2  | Stensättning |              | Älvestad, Östergötland |       | 58.458521, 15.299647 | 10054600090002 | Ladda upp en bild av detta fornminne      |
| Älvestad 9:3  | Stensättning |              | Älvestad, Östergötland |       | 58.458640, 15.299471 | 10054600090003 | Ladda upp en bild av detta fornminne      |
| Älvestad 9:4  | Stensättning |              | Älvestad, Östergötland |       | 58.458645, 15.299336 | 10054600090004 | Ladda upp en bild av detta fornminne      |
| Älvestad 10:1 | Gravfält     |              | Älvestad, Östergötland |       | 58.448007, 15.301770 | 10054600100001 | Ladda upp en bild av detta fornminne      |
| Älvestad 15:1 | Stensättning |              | Älvestad, Östergötland |       | 58.462614, 15.265522 | 10054600150001 | Ladda upp en bild av detta fornminne      |
| Älvestad 15:2 | Stensättning |              | Älvestad, Östergötland |       | 58.462596, 15.265766 | 10054600150002 | Ladda upp en bild av detta fornminne      |
| Älvestad 15:3 | Stensättning |              | Älvestad, Östergötland |       | 58.462403, 15.265667 | 10054600150003 | Ladda upp en bild av detta fornminne      |
| Älvestad 16:1 | Gravfält     |              | Älvestad, Östergötland |       | 58.460969, 15.272059 | 10054600160001 | Ladda upp en bild av detta fornminne      |
| Älvestad 17:1 | Stensättning |              | Älvestad, Östergötland |       | 58.459957, 15.275142 | 10054600170001 | Ladda upp en bild av detta fornminne      |
| Älvestad 17:2 | Stensättning |              | Älvestad, Östergötland |       | 58.459905, 15.275960 | 10054600170002 | Ladda upp en bild av detta fornminne      |
| Älvestad 17:3 | Stensättning |              | Älvestad, Östergötland |       | 58.459874, 15.276375 | 10054600170003 | Ladda upp en bild av detta fornminne      |
| Älvestad 18:1 | Stensättning |              | Älvestad, Östergötland |       | 58.454031, 15.277852 | 10054600180001 | Ladda upp en bild av detta fornminne      |
| Älvestad 20:1 | Stensättning |              | Älvestad, Östergötland |       | 58.447211, 15.284601 | 10054600200001 | Ladda upp en bild av detta fornminne      |
| Älvestad 20:2 | Stensättning |              | Älvestad, Östergötland |       | 58.447083, 15.284663 | 10054600200002 | Ladda upp en bild av detta fornminne      |
| Älvestad 21:1 | Gravfält     |              | Älvestad, Östergötland |       | 58.446556, 15.285042 | 10054600210001 | Ladda upp en bild av detta fornminne      |
| Älvestad 22:1 | Stensättning |              | Älvestad, Östergötland |       | 58.445077, 15.266048 | 10054600220001 | Ladda upp en bild av detta fornminne      |
| Älvestad 22:2 | Stensättning |              | Älvestad, Östergötland |       | 58.444949, 15.266015 | 10054600220002 | Ladda upp en bild av detta fornminne      |
| Älvestad 23:1 | Runristning  |              | Älvestad, Östergötland |       | 58.443629, 15.265431 | 10054600230001 | Ladda upp en till bild av detta fornminne |
| Älvestad 23:2 | Stensättning |              | Älvestad, Östergötland |       | 58.443859, 15.265591 | 10054600230002 | Ladda upp en bild av detta fornminne      |
| Älvestad 24:1 | Gravfält     |              | Älvestad, Östergötland |       | 58.440798, 15.304427 | 10054600240001 | Ladda upp en bild av detta fornminne      |